# Norvège au Concours Eurovision de la chanson junior
La Norvège participe au Concours Eurovision de la chanson junior pour la première fois en 2003 et sa dernière participation remonte à 2005. La Norvège pourrait éventuellement reprendre le concours en 2024.

## Représentants
| Année                | Artiste | Chanson                 | Langue    | Traduction du titre        | Place | Points |
| -------------------- | ------- | ----------------------- | --------- | -------------------------- | ----- | ------ |
| 2003                 | 2U      | Sinnsykt gal forelsket  | Norvégien | Incroyablement fou d'amour | 13    | 18     |
| 2004                 | @lek    | En stjerne skal jeg bli | Norvégien | Je veux devenir une star   | 13    | 12     |
| 2005                 | Malin   | Sommer og skolefri      | Norvégien | Eté et vacances scolaires  | 03    | 123    |
| Retrait depuis 2006. |         |                         |           |                            |       |        |

- Première place
- Deuxième place
- Troisième place
- Dernière place
- Norvège organisateurs